# كأس العالم للشطرنج 2011
كأس العالم للشطرنج 2011 هو الموسم 6 من  كأس العالم للشطرنج. أقيم خلال الفترة 28 أغسطس 2011 وحتى 21 سبتمبر 2011، والذي يشرف على تنظيمه الاتحاد الدولي للشطرنج، وفاز فيه بيتر سفيدلر.